# Reichenbach an der Fils
Reichenbach an der Fils là một thị xã ở huyện Esslingen bang Baden-Württemberg ở phía nam nước Đức. Đô thị Reichenbach an der Fils có diện tích 7,43 km².
Reichenbach có cự ly 25 km về phía đông nam của Stuttgart.

## Kết nghĩa
- Sainte-Savine, Pháp